# 玉縄城 (陸奥国)
玉縄城（たまなわじょう）は、福島県大沼郡金山町大字川口字上岩下にあった日本の城。1973年（昭和48年）3月1日付けで金山町指定史跡。

## 概要
只見川とその支流・野尻川の合流部に聳える標高484メートルの烏山（からすやま、通称・ボンデン山）山頂部から、北側に降る稜線にかけて築かれた複郭式山城である。JR只見線・会津川口駅の南西に位置する。
当城は奥州山ノ内氏の山ノ内俊清の5男で、後に川口氏を名乗った山ノ内俊甫（俊輔とも）により1544年（天文13年）に築城されたと伝わる。川口氏はその後、第3代川口俊満の代に山ノ内庶流における最強の勢力となったという。
城名の「玉縄」は山ノ内氏の本貫地である相模国鎌倉郡玉縄（現在の神奈川県鎌倉市玉縄）に因むと考えられており、その地にも玉縄城が存在する。

## 城跡
北側山麓の二の曲輪（二の丸）のあった地点は削平され、福島県立川口高等学校が建設されたため、遺構が残っていないが、川口高校裏手から始まる急斜面には複数の段切りされた平場があり、急斜面を登りきった後の山頂に続く尾根筋には小規模な曲輪が複数構築されている。本曲輪（本丸）は烏山山頂に築かれた平坦面で、地誌『会津鑑』には東西約51メートル（28間）× 南北89メートル（49間）とあるが、実際にはその半分程度の規模だという。なお、本曲輪の南500メートルの、本曲輪と同じ尾根筋には、同じく川口俊甫により築かれた西谷雀ヶ城がある。